# Уналаклит (Аляска)
Уналаклит (англ. Unalakleet, инюпиак Uŋalaqłiq) — город в зоне переписи населения Ном, штат Аляска, США.

## География
По данным Бюро переписи населения США площадь населённого пункта составляет 13,3 км², из них суша составляет 7,4 км², а водные поверхности — 5,9 км². Расположен на берегу залива Нортон Берингова моря, в устье реки Уналаклит, в 238 км к юго-востоку от Нома и в 636 км к северо-западу от Анкориджа.

## Население
По данным переписи 2010 года население города составляло 688 человека. Расовый состав: коренные американцы — 77,3 %; белые — 15,0 %; афроамериканцы — 0,6 %; представители двух и более рас — 6,4 %; представители других рас — 0,1 %. Доля лиц в возрасте младше 18 лет — 37,5 %; лиц старше 65 лет — 8,2 %. Средний возраст населения — 31 год. На каждые 100 женщин приходится 114,7 мужчин; на каждые 100 женщин в возрасте старше 18 лет — 124,5 мужчин.
Из 224 домашних хозяйств в 46,9 % — воспитывали детей в возрасте до 18 лет, 47,3 % представляли собой совместно проживающие супружеские пары, 21,4 % — женщины без мужей, 21,9 % не имели семьи. 18,8 % от общего числа хозяйств на момент переписи жили самостоятельно, при этом 5,4 % составили одинокие пожилые люди в возрасте 65 лет и старше. В среднем домашнее хозяйство ведут 3,33 человек, а средний размер семьи — 3,82 человек.
Средний доход на совместное хозяйство — $42 083; средний доход на семью — $45 625.

## Транспорт
Город обслуживается аэропортом Уналаклит.